# 学校法人徳島文化服装学院
学校法人徳島文化服装学院（がっこうほうじん とくしまぶんかふくそうがくいん）とは、徳島県徳島市南矢三町に本部を置いていた学校法人。

## 沿革
- 1933年 徳島和洋裁縫学校が創立される。
- 1964年 徳島文化女子短期大学開学。
- 1994年 この年を最後に徳島文化女子短期大学の生徒募集終了。

## 学園
| 学校名               | 創立   | 備考                                         |
| -------------------- | ------ | -------------------------------------------- |
| 徳島文化女子短期大学 | 1964年 | 旧名は徳島和洋裁縫学校。1994年より募集終了。 |

## 歴代理事長
- 安久祐作